# مؤسسة الشبكة الحكومية الصينية
- SGCC
- State Grid

مؤسسة الشبكة الحكومية الصينية (SGCC)، والمعروف باسم شبكة الدولة ، هي مؤسسة محتكرة المرافق الكهربائية المملوكة للدولة في الصين. إنها أكبر شركة خدمات في العالم، واعتبارًا من عام 2018، تعد ثاني أكبر شركة في العالم من حيث الإيرادات. في 2016/17 أفيد عن وجود 927839 موظف، 1100000000 العملاء والإيرادات يعادل US $ 363125000000.
بعد إصلاح «فصل الشبكة عن الكهرباء» في أوائل عام 2002، تم تقسيم أصول شركة الكهرباء الحكومية (国家 电力 公司) إلى خمس «مجموعات لتوليد الطاقة» احتفظت بمحطات توليد الطاقة وخمس شركات فرعية إقليمية تابعة لمؤسسة الشبكة الحكومية الصينية في بكين.

## الاستثمارات في الخارج
في 12 ديسمبر 2007، تقدم كونسورتيون بعرض للحصول على ترخيص مدته 25 عامًا لتشغيل شبكة الكهرباء في الفلبين - خصخصة إدارة شركة النقل الوطنية (ترانسكو)، كونسورتيوم شركة مونت أورو للشبكات الموارد، بقيادة رجل الأعمال إنريكي رزون، التي تضم مؤسسة الشبكة الحكومية الصينية، وشركة كالاكا للطاقة العالية. فازت بمزاد أجرته شركة إدارة أصول والتزامات قطاع الكهرباء. لأنها قدمت أعلى عرض بقيمة 3.95 مليار دولار، من أجل الحق في تشغيل ترانسكو من أجل 25 عامًا، تفوق على سان ميجوال للطاقة، وهي وحدة تابعة للفلبينية شركة سان ميجوال (عرض بقيمة 3.905 مليار دولار)، وشركة تي بي جي أورورا الهولندية، وتي أن بي براي سدن بهد الماليزية.
أصبح كونسورتيوم شركة الشبكة الوطنية الفليبينية التي بدأت عملياتها وإدارتها وصيانتها في مرافق وأصول نقل ترانسكو في 15 كانون الثاني (يناير) 2009 وسوف ينتهي الامتياز في 1 ديسمبر 2058.
في البرتغال، تمتلك حصة 25 ٪ في أر إي إن منذ المرحلة الثانية من خصخصتها (في 2012-2014).
في أستراليا، تمتلك حصة 41 ٪ في إلكترانت، وحصة 19.9 ٪ في أوسنت للخدمات، وحصة 60 ٪ في جيمنا.
في البرازيل، استحوذت على سيطرة سي بي أفضل أل إنرجيا بما يعادل 3.4 مليار دولار أمريكي في عام 2017.

## الشركات التابعة
- شبكة الدولة مجموعة يانجيدا
  - يانجيدا تراست الدولية (89.76 %)

## روابط خارجية
- الموقع الرسمي
- الموقع الرسمي